# Operațiunea Inimaginabil

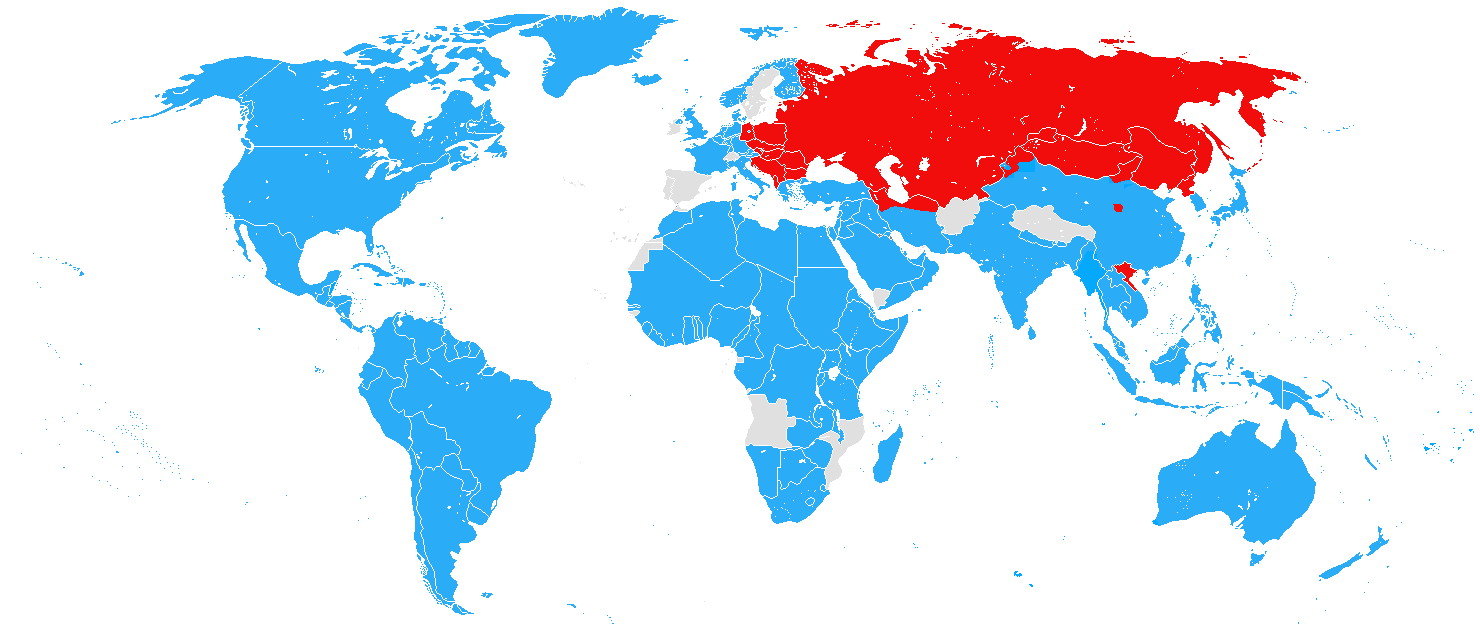
Zonele sub control occidental (cu albastru) şi cele sub control sovietic (cu roşu) în noiembrie 1945

Operațiunea Inimaginabil (Operation Unthinkable)  a fost numele codificat de două planuri legate de un conflict între aliații occidentali și Uniunea Sovietică. Ambele au fost ordonate de către prim-ministrul britanic Winston Churchill în 1945 și dezvoltat de către Hastings Lionel Ismay șef de stat major al Forțelor Armate Britanice la sfârșitul războiului în Europa.
Prima dintre cele două se baza pe un atac surpriză asupra forțelor sovietice staționate în Germania, în scopul de a "impune voința aliaților occidentali" asupra sovieticilor și de a-l forța pe Iosif Stalin să-și onoreze acordurile încheiate în ceea ce privește viitorul Europei Centrale. 
Atunci când șansele au fost judecate ca fiind "fanteziste", planul inițial a fost abandonat. Numele de cod a fost folosit în schimb pentru un scenariu defensiv, în care britanicii se apărau împotriva unei înaintări sovietice spre Marea Nordului și Oceanului Atlantic în urma retragerii forțelor americane de pe continent.
Studiul a devenit primul plan de contingență al erei Războiului Rece pentru un război cu Uniunea Sovietică.
Ambele planuri au fost strict secrete la momentul creării lor, și nu a fost publicate până în 1998.

## Operațiuni ofensive

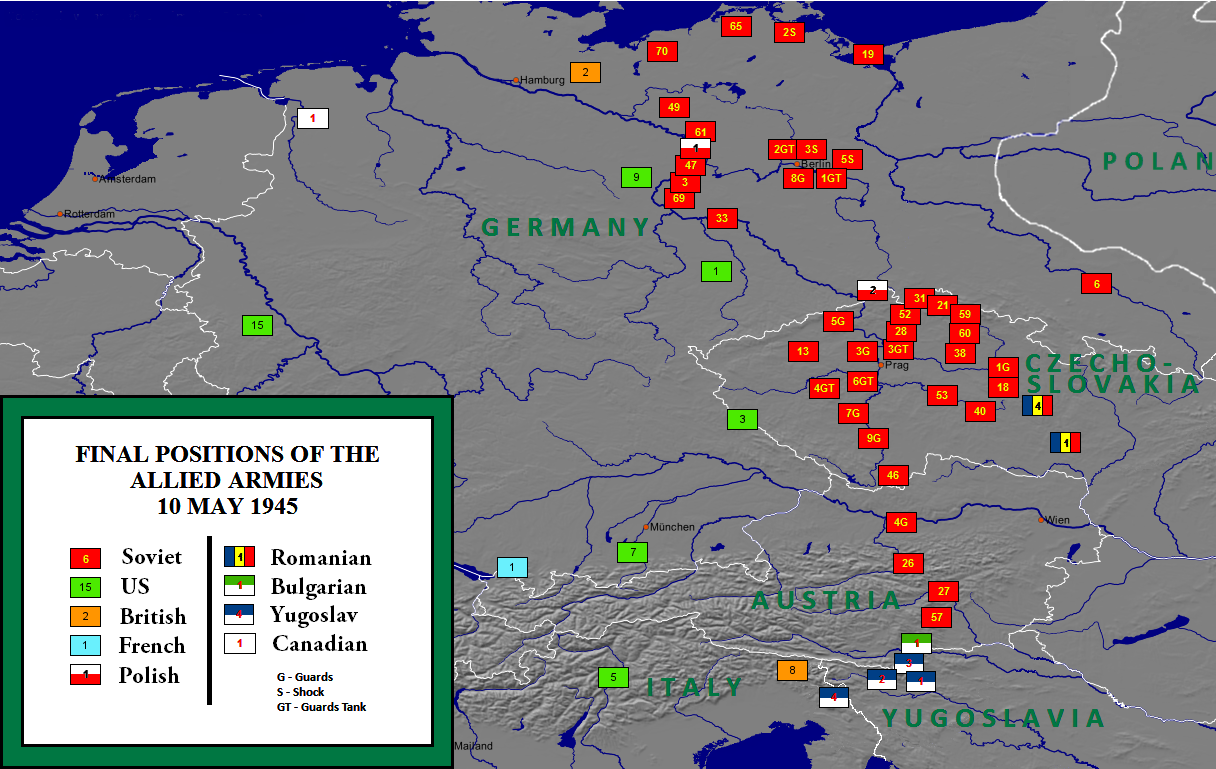
Poziţiile armatei aliate în Europa în data de 10 mai 1945. La sfârşitul războiului în Europa superioritatea numerică sovietică faţă de aliaţii occidentali era aproximativ de 4:1 în militari şi 2:1 în numărul de tancuri.

Scopul inițial principal al operațiunii a fost declarată, după cum urmează: "să impună Rusiei voința Statelor Unite și a Imperiului Britanic. Chiar dacă „voința” ale acestor două țări poate fi definită ca fiind nu mai mult, decât o afacere corectă pentru Polonia, care nu se limitează în mod necesar la angajament militar " . Cuvântul "Rusia" este utilizat foarte mult în document, ținând cont de faptul că Imperiul Țarist avea practic aceleași frontiere ca și URSS.
Șefii de Stat Major s-au preocupat de faptul că, având în vedere dimensiunea enormă a forțelor sovietice dislocate în Europa, la sfârșitul războiului, iar percepția că liderul sovietic Iosif Stalin nu era de încredere, exista o amenințare sovietică asupra Europei de Vest. Superioritatea numerică sovietică la sfârșitul ostilităților în Europa a fost de aproximativ 4:1 în cazul numărului militarilor și 2:1 pentru tancuri.  Uniunea Sovietică avea încă să lanseze atacul asupra Japoniei, și deci o presupunere în raport a fost că Uniunea Sovietică s-ar alia cu Japonia, dacă aliații occidentali încep ostilitățile.
Data ipotetică pentru începerea invaziei aliate din Europa a fost  programată pentru 1 iulie 1945.
  Planul presupunea un atac surpriză cu până la 47 de divizii britanice și americane în zona Dresda, în mijlocul liniilor sovietice. Acest lucru a reprezentat jumătate din aproximativ 100 de diviziuni (ca. 2.500.000 oameni), disponibile la în unitățile britanice, americane și canadiene la acel moment.

#### Bazele studiului
Înainte de a întocmi planurile, s-a pornit de la premize, care se pot cuprinde în șase puncte:
- operațiunea va fi puternic susținută de populațiile țărilor occidentale aliate și va antrena un moral înalt în rândul trupelor.
- aliații pot conta la sprijinul deplin al trupelor poloneze,
- nu se apelează la alte țări din Europa de Vest cu privire la o posibilă implicare militară, dar se păstrează opțiunea de a folosi baze și alte facilități ale acestor țări;
- URSS se aliază cu Imperiul Japonez
- data de începere a ostilităților este programată pentru 1 iulie 1945;
- mișcările descrise sunt prevăzute până la acea dată.

În timp ce accepta ideea unui nou război total, documentul subliniază importanța unei victorii militare limitate, dar care ar putea avea beneficii politice mari. În această ipoteză era prevăzută o redistribuire a resurselor americane în Europa și reînarmarea diferitelor națiuni europene.

#### Planul ofensiv
Majoritatea operațiunilor ofensive ar fi fost întreprinse de către forțele americane și britanice, precum și de forțelor armate poloneze din Occident și până la 100.000 de foști soldați germani din Wehrmacht. Atacul ar fi decurs în flancul din nord al forțelor sovietice pe linia Chemnitz-Dresda cu 47 de divizii din care 14 divizii de blindate contra a 170 de divizii sovietice din care 30 blindate.  Superioritatea trebuia să fie echilibrată printr-o tactică mai bună și superioritate aeriană. Atacul urma să se desfășoare în două direcții: pe linia Stettin-Schneidemuhl-Bydgoszcz și la sud pe ligna Leipzig-Cottbus-Poznan și spre Breslau, flancul stâng al operațiunii fiind asigurată de marină.
Orice succes rapid ar fi fost din cauza surprizei. Se estima că sovieticii au 516 divizii în Europa (din care 169 de șoc) și 259 divizii blindate (din care 118 de șoc), și 14.600 avioane, în principal avioane de vânătoare și de bombardament de atac la sol.
Britanicii aveau superioritate navală și în privința bombardierelor cu rază lungă de acțiune, dar față de industria naziștilor, industria sovietică era dispersată și deci greu de lovit cu aviația, o strategie de distrugere a industriei sovietice nu ar fi fost eficace.
Dacă un succes rapid nu se putea obține înainte de venirea iernii, aliații s-ar fi angajat într-un război total, care s-ar fi prelungit. 
Luând în considerare experiența germanilor în Operațiunea Barbarossa, în raportul din 22 mai 1945, Comitetul statului major britanic sublinia faptul că ținând cont de:
- superioritatea sovieticilor de 4-1 în cazul infanteriei și de 2:1 în cazul blindatelor Europa unde era proiectat să aibă loc conflictul,
- faptul că distrugerea liniilor militare defensive rusești și al complexului militaro-industrial ar lua mult timp
- datorită mărimii forțelor oponente „succesul rapid” va fi greu de obținut,

concluzia este, că o operațiune ofensivă ar fi „un hazard", planul fiind considerat nefezabil.

#### Considerații geopolitice
În ipoteza unui conflict era foarte probabil, că sovieticii vor ocupa rapid Norvegia, Grecia și strâmtorile Bosfor și Dardanele pentru a controla accesul la Marea Neagră, pentru a face posibilă ieșirea flotei sovietice din Marea Neagră, dar pe de altă parte făcea imposibilă un atac naval direct împotriva URSS-ului.  În plus,  Irak și Iran era un pas logic ca URSS să profite de situație să ocupe aceste țări, punând în pericol și Egiptul și India, chiar dacă britanicii se îndoiau de succesul unui atac împotriva Indiei. 
În Extremul Orient o alianță ruso-japoneză ar fi permis Imperiului Soarelui Răsare să iasă de sub presiunea americană și reia ofensiva în China continentală. Se considera că majoritatea a luptelor decisive ar fi avut loc în Europa centrală.

## Operațiuni defensive
Ca răspuns la o solicitare a lui Churchill din 10 iunie 1945, s-a întocmit un raport cu privire la „ce măsuri ar fi necesare pentru a asigura securitatea insulelor britanice în caz de război cu Rusia în viitorul apropiat". 
Forțele Statelor Unite erau relocate în Teatrul de Operațiuni din Pacific să se pregătească pentru invazia Japoniei (Operațiunea Downfall), iar Churchill era îngrijorat de faptul că această reducere a forțelor de suport ar lăsa pe sovietici într-o poziție puternică ca să declanșeze acțiuni  ofensive în Europa de Vest. Raportul a concluzionat că, dacă Statele Unite își concentrează forțele militare în teatrul din Pacific, șansele Marii Britanii în cazul unui conflict "ar fi fost fanteziste."

## Epilog
Statul major a respins planul lui Churchill de a păstra capete de pod pe continent, considerând că nu ar avea niciun avantaj operațional, în schimb prevedeau, ca în cazul unui atac Marea Britanie să se apere cu Royal Air Force și cu Royal Navy, iar în cazul unui atac masiv cu rachete, printre metode fiind prevăzută și bombardamentul strategic. 
În 1946 tensiunile crescând și apărând tot mai multe conflicte între sovietici și occidentali, s-a discutat din nou oportunitatea unui cap de pod, s-a discutat și direcția de retragere a anglo-americanilor în cazul unui atac sovietic. Dwight D. Eisenhower a preferat o retragere spre Țările de Jos și nu spre Italia, motivând proximitatea acestora de Marea Britanie.

## Citări
1. ↑  Costigliola, p. 336
2. 1 2  Gibbons, p. 158
3. 1 2 3 4 5  Reynolds, p. 250
4. ↑  Operation Unthinkable..., p. 1
5. ↑  Operation Unthinkable..., p. 30 (Annex)
6. ↑  Operation Unthinkable..., p. 24